# Maytenus microcarpa
Maytenus microcarpa là một loài thực vật thuộc họ Celastraceae. Đây là loài đặc hữu của Jamaica.